# マルティン・スティクスルート
マルティン・スティクスルート（Martin Stixrud、1876年2月9日 - 1964年1月8日）は、ノルウェー出身の男性フィギュアスケート選手。1920年アントワープオリンピック男子シングル銅メダリスト。

## 経歴
- 1912年ヨーロッパフィギュアスケート選手権3位。
- 1920年アントワープオリンピックで銅メダルを獲得。メダル獲得時は44歳と77日であり、現在でもフィギュアスケート競技の最年長メダリストとなっている。
- 1923年ヨーロッパフィギュアスケート選手権2位。
- 引退後はコーチとしても活躍し、ソニア・ヘニーは教え子の1人。

## 主な戦績
| 大会/年      | 1909-10 | 1910-11 | 1911-12 | 1912-13 | 1913-14 | 1919-20 | 1921-22 | 1922-23 | 1923-24 |
| ------------ | ------- | ------- | ------- | ------- | ------- | ------- | ------- | ------- | ------- |
| オリンピック |         |         |         |         |         | 3       |         |         |         |
| 世界選手権   |         | 6       |         |         | 11      |         | 4       |         | 7       |
| 欧州選手権   | 5       |         | 3       | 6       |         |         | 5       | 2       |         |